# Stajkowo (województwo wielkopolskie)
Stajkowo – wieś w Polsce położona w województwie wielkopolskim, w powiecie czarnkowsko-trzcianeckim, w gminie Lubasz.

## Historia
Miejscowość pierwotnie związana była z Wielkopolską. Ma metrykę średniowieczną i istnieje co najmniej od XIV wieku. Po raz pierwszy wymieniana w dokumencie zapisanym po łacinie z końca 1436 jako Stolcovo, 1462 Stoykowo, 1493 Sthaykowo, 1493 Stojkowo.
Miejscowość była wsią szlachecką, własnością lokalnych, wielkopolskich rodów szlacheckich – Lubaskich, Trąpczyńskich, Bzowskich oraz Boboleckich. W 1436 sąd polubowny rozstrzygał spór o granice pomiędzy Stajkowem i Lubaszem, wsiami należącymi wówczas do braci Jarosława i Wojciecha Lubaskich, a Bzowem należącym do kasztelana gnieźnieńskiego Piotra Bnińskiego. W 1462 Cecylia Lubaska sprzedała swemu mężowi Janowi Trąmpczyńskiemu sumę 100 kóp groszy na dobrach odziedziczonych po ojcu w Lubaszu oraz w Stajkowie. W latach 1493–1528 właścicielem we wsi jest Wojciech Trąmpczyński, syn Jana Trąmpczyńskiego i Cecylii z Lubaskich, który odziedziczył majątek po rodzicach.
W 1508 we wsi odnotowano staw oraz młyn. W pierwszej połowie XVI wieku własność we wsi nabyli Boboleccy. W 1530 Marcin Bobolecki zapisał żonie Agnieszce po 300 złotych posagu i wiana na połowie swych części w Bobolczynie, Stajkowie i Lubaszu, należnych mu z działu jaki posiadał wraz z bratem Janem. W 1535 Jan Bobolecki zapisał swojej żonie Barbarze po 250 grzywien posagu i wiana na połowie swych części w Stajkowie oraz Lubaszu. W 1548 opisano granice wsi Lubasza i Stajkowa, która biegła wzdłuż strugi Parzyska dopływu rzeki Pokrzywnicy, dalej przecinała drogi do Szamotuł i do Wronek, pomiędzy tymi drogami biegła wzdłuż strugi Pokrzywnica; las Ostrówki pomiędzy Stajkowem i Lubaszem. W latach 1577–1583 właścicielem majątku we wsi był podsędek poznański Piotr Bobolecki herbu Łodzia.
Miejscowość odnotowały również historyczne spisy podatkowe. W 1508 miał miejsce pobór od 4 półłanków z części Wojciecha Trąmpczyńskiego. W 1509 pobrano podatki od 4 półłanków Trąmpczyńskiego, a z części Jana Bzowskiego od 2 półłanków. W 1510 w Stajkowie było 8 półłanków, 5 zagrodników, 4 łany opuszczone oraz karczma. W 1510 pobrano podatki od 2 półłanków Jana Bzowskiego. W 1563 pobór od 5 łanów, karczmy dorocznej, młyna dorocznego o jednym kole. W 1577 pobór od majątku we wsi zapłacił Piotr Bobolecki. W 1580 pobrano podatki od 5 półłanków i 4 zagrodników Piotra Boboleckiego. W 1583 pobór zapłacił podsędek poznański Piotr Bobolecki.
Wieś szlachecka Stajkowo położona była w 1580 roku w powiecie poznańskim województwa poznańskiego w Rzeczypospolitej Obojga Narodów.
Po rozbiorach Polski miejscowość wraz z całą Wielkopolską znalazła się w zaborze pruskim.
W latach 1975–1998 miejscowość administracyjnie należała do województwa pilskiego.